# Verseci Rétek
Verseci Rétek (szerbül Вршачки Ритови / Vršački Ritovi) falu Szerbiában, Vajdaságban, a Dél-bánsági körzetben, Versec községben.

## Népesség

### Demográfiai változások
| 1948 | 1953 | 1961 | 1971 | 1981 | 1991 | 2002 | 2011 |
| ---- | ---- | ---- | ---- | ---- | ---- | ---- | ---- |
| 500  | 600  | 636  | 424  | 224  | 156  | 91   | 37   |